# Jonathan Koomey
Jonathan Koomey est professeur à l'université Stanford. Il est chercheur distingué (Research Fellow) au Centre Steyer-Taylor pour la politique énergétique et la finance (Steyer-Taylor Center for Energy Policy and Finance) de l'université Stanford. Il a identifié une tendance à long terme dans l'efficacité énergétique des composants électroniques connue sous le nom de loi de Koomey. Il a travaillé auparavant au Laboratoire national Lawrence-Berkeley et a été professeur invité à l'université Stanford, l'université Yale et l'université de Californie à Berkeley. Il est diplômé des universités de Californie à Berkeley et de Harvard (MS et Ph.D). Ses recherches portent sur l'économie en rapport avec les émissions des gaz à effet de serre et les effets de la technologie de l'information sur l'utilisation des ressources naturelles. Il a également publié de nombreux ouvrages sur la pensée critique et l'analyse d'affaires,.

## Publications
- Jonathan G. Koomey, 2008. Turning Numbers into Knowledge: Mastering the Art of Problem Solving. 2e éd. Oakland, CA: Analytics Press.
- Jonathan G. Koomey, 2008. Worldwide electricity used in data centers. Environmental Research Letters. vol. 3, no. 034008. 23 Septembre.
- Jonathan G. Koomey, Stephen Berard, Marla Sanchez, et Henry Wong. 2011. Implications of Historical Trends in the Electrical Efficiency of Computing. IEEE Annals of the History of Computing. vol. 33, no. 3. juillet-septembre. pp. 46–54.
- Jonathan G. Koomey, 2012. Cold Cash, Cool Climate: Science-Based Advice for Ecological Entrepreneurs. Burlingame, CA: Analytics Press.
- Jonathan G. Koomey, Estimating Total Power Consumption by Servers in the U.S. and the World, université Stanford, Final Report, 15 février 2007, 27 p.